# Dig Fader vill jag prisa
Dig Fader vill jag prisa är en svensk aftonpsalm av Haquin Spegel. Psalmen bearbetades senare av Jesper Svedberg. Innan Svedbergs bearbetning bildade versernas initialer, namnet Gunnila J. J.

## Publicerad i
- Göteborgspsalmboken 1650 under rubriken "Afton Loffsånger".[2]
- Den svenska psalmboken 1694 som nummer 435 under rubriken "Morgon och Afton Psalmer".
- 1695 års psalmbok som nummer 373 under rubriken "AftonPsalmer".[1]